# Rare Bird (album)
| Recensione | Giudizio |
| ---------- | -------- |
| AllMusic   | [ 1 ]    |

Rare Bird è il primo album discografico dell'omonimo gruppo musicale di rock progressivo inglese, pubblicato dall'etichetta discografica Charisma Records nel novembre del 1969.

## Tracce
Tutti i brani composti da Rare Bird.
Lato A
1. Iceberg – 6:46
2. Times – 4:00
3. You Went Away – 4:17
4. Melanie – 3:27

Lato B
1. Beautiful Scarlet – 5:23
2. Sympathy – 2:30
3. Natures Fruit – 2:32
4. Bird on a Wing – 4:13
5. God of War – 5:08

Edizione CD del 2007, pubblicato dalla Esoteric Recordings (ECLEC 2001)
Tutti i brani composti da Rare Bird
1. Iceberg – 6:55
2. Times – 3:23
3. You Went Away – 4:39
4. Melanie – 3:28
5. Beautiful Scarlet – 5:43
6. Sympathy – 2:42
7. Natures Fruit – 2:32
8. Bird on a Wing – 4:16
9. God of War – 5:29
10. Devil's High Concern – 2:39 – Bonus track
11. Sympathy – 2:45 – Bonus track - Mono

## Formazione
- Graham Field - organo
- David Kaffinetti - pianoforte elettrico
- Steve Gould - basso, voce solista
- Mark Ashton - batteria, timpani, accompagnamento vocale

Note aggiuntive
- John Anthony - produttore
- Registrato al Trident Studios di Londra (Inghilterra)
- Malcolm Toft - ingegnere delle registrazioni
- Martin Davis - design album
- Tony Stratton Smith - note retrocopertina album[3]